# 樂道站
樂道站（朝鲜语：낙도역；）曾为朝鲜铁路長淵線上的一个车站，位于黃海南道長淵郡，废止時間不明。

## 历史
- 1937年1月21日：开始使用。